# 邵毓麟
邵毓麟（1909年—1984年），譜名貞波，号文波。中华民国外交官，浙江杭州人，籍貫浙江鄞县（今寧波市鎮海區）下邵村。

## 生平
邵毓麟早年时留学日本，曾就读于九州帝国大学、东京帝国大学研究院。回国后任教于四川大学。后进入外交部，于1935年起历任日俄科科长、中华民国驻横滨总领事、军事委员会委员长侍卫室少将秘书、外交部情报司司长、军事委员会国际问题研究所中将代理主任、军事委员会委员长中将驻韩国代表等。1949年出任中華民國首任驻韩国大使。两年后返台，任总统府国策顾问、总统府政策研究室主任等職，並創設「國際關係研究會」，該組織為今日國立政治大學國際關係研究中心前身。1957年再度出使擔任驻土耳其大使。1964年后又任外交部顾问、中國文化學院日本研究所所长，1984年於美國因病逝世。

## 家庭
子邵子平，曾任聯合國會議事務部、行政管理部人事廳人力資源管理律師。